# Verdicchio bianco
Verdicchio bianco ist eine Weißweinsorte Mittelitaliens. Die Rebsorte stammt vermutlich von der Trebbiano-Greco-Familie ab und ist schon seit der Zeit der Etrusker in Italien bekannt. Die bestockte Fläche beläuft sich auf ca. 4000 Hektar. Anpflanzungen sind in den Regionen Marken, Umbrien und Abruzzen sowie auf der Insel Sardinien bekannt. Empfohlen wird ihr Anbau in den Provinzen Ancona, Ascoli Piceno, Pesaro, Macerata, Perugia, Terni, Rom, Viterbo und L’Aquila. Zugelassen ist der Anbau darüber hinaus in den Provinzen Pistoia, Rieti, Pescara, Teramo, Cagliari, Nuoro, Oristano und Sassari. Sortenrein angebaut, ergeben sich aus ihr Weine mit einem starken Duft nach Pfirsich und Apfel, manchmal auch unreifem Obst.
Seit dem 14. Jahrhundert wird in den Marken ein Weißwein gleichen Namens in den DOC-Gebieten Verdicchio dei Castelli di Jesi und Verdicchio di Matelica fast ausschließlich aus dieser Rebsorte gekeltert. In den Gebieten Esino, Colli Maceratesi, Falerio dei Colli Ascolani und Lacrima di Morro d’Alba wird ebenfalls ein Weißwein mit mindestens 50 % Verdicchio-Anteil hergestellt. 
Aufgrund seines hohen natürlichen Gesamtsäuregehalts entstand aus Verdicchio einer der ersten Schaumweine Italiens.

## Ampelographische Sortenmerkmale
In der Ampelographie wird der Habitus folgendermaßen beschrieben:
- Die Triebspitze ist offen. Sie ist stark weißwollig behaart, mit leicht rosafarbenem Anflug. Die Jungblätter sind leicht wollig behaart und von gelblich-grüner Farbe.
- Die Blätter sind drei- bis fünflappig und tief gebuchtet. Die Stielbucht ist lyrenförmig offen. Der Rand  des Blatts ist spitz gesägt. Die Zähne sind im Vergleich der Rebsorten eng gesetzt.
- Die walzenförmige Traube ist mittelgroß bis groß, geschultert und dichtbeerig. Die rundlichen Beeren sind mittelgroß bis groß.

Die Rebsorte reift ca. 30 Tage nach dem Gutedel und gilt somit als spät reifend. Die Sorte ist wuchsstark, hat aber einen schwachen und ungleichmäßigen Ertrag. Die Sorte ist aufgrund ihrer Dichtbeerigkeit anfällig gegen die Rohfäule.

## Synonyme
Die Rebsorte Verdicchio ist auch unter folgenden 72 Namen bekannt: Angelica, Boschera, Boschera Bianca, Duropersico, Giallo, Lugana, Maggiore, Marchigiano, Mazzanico, Niuivres, Peloso, Pevarise, Peverella, Peverello, Peverenda, Peverise Bianco, Pexerenda, Pfeffer, Pfefferer, Pfeffertraube, Pievana, Terbiana, Torbiana, Torbiano, Trebbiano di Lonigo, Trebbiano di Lugana, Trebbiano di Soave, Trebbiano di Valtenesi, Trebbiano di Verona, Trebbiano Nostrano, Trebbiano Valtenesi, Trebbiano Verde, Trebbiano Veronese, Turbiana, Turbiana Moscato, Turbiana Vicentina, Turbiano, Turbiano Moscato, Turviana, Uva Aminea, Uva Marana, Uva Verde, Uva Vulpina, Vedecchio, Verdacchio, Verdaro, Verdea, Verdea Bianca, Verdecchio di Montelupo, Verdella, Verdello, Verdello Duro Persico, Verdetto, Verdic, Verdicchia, Verdicchio, Verdicchio Dolce, Verdicchio Doratel, Verdicchio Doratello, Verdicchio Giallo, Verdicchio Giallo Dorato, Verdicchio Marchigiano, Verdicchio Marino, Verdicchio Moro, Verdicchio Peloso, Verdicchio Scroccarello, Verdicchio Seroccarello, Verdicchio Straccione, Verdicchio Stretto, Verdicchio Verdaro, Verdicchio Verde, Verdicchio Vero, Verdicchio Verzaro, Verdicchio Verzello, Verdichio Bianko, Verdicio Bianko, Verdina, Verdone, Verdurella, Verdusca, Verduschia, Verdusco, Verzaro, Verzello Verde. Die Synonyme benennen zum Teil die zahlreichen verschiedenen Spielarten bzw. Mutationen.